# Дордже

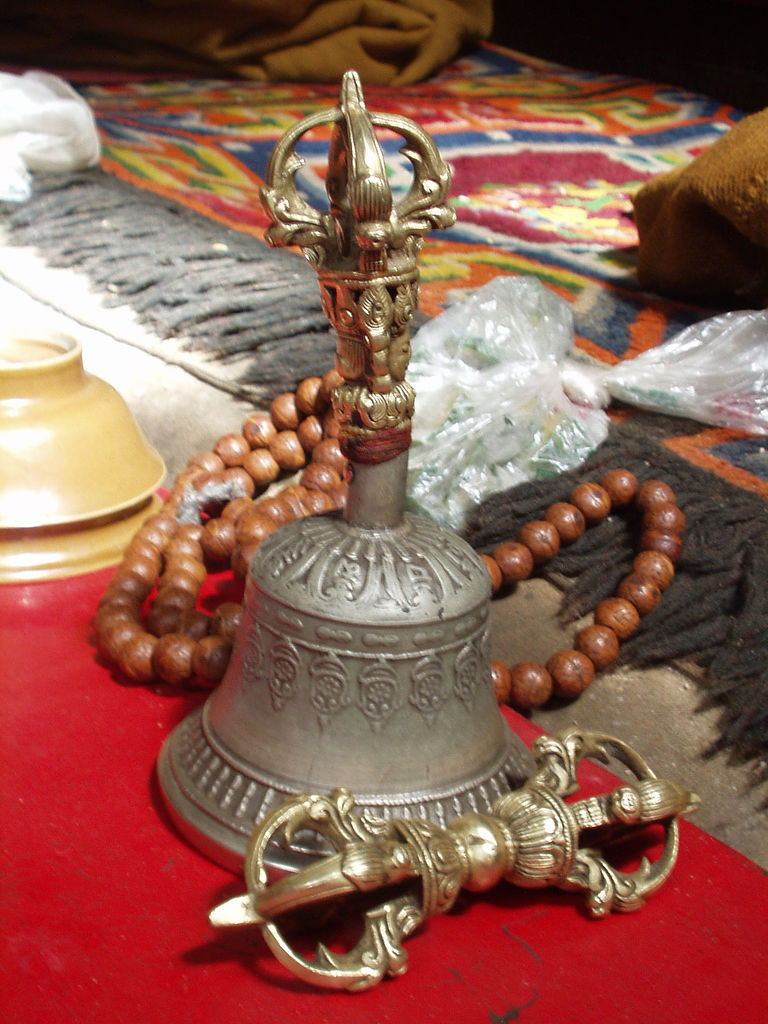
Ваджра (на передньому плані), дзвіночок (гханта) і чотки (мала)

Дордже (тиб. རྡོ་རྗེརྡོ་རྗེ, вайлі rdo rje) — те ж, що і ваджра у ведичній та індуїстській міфології; священна зброя, палиця, палиця або скіпетр, використовуваний в тибетському буддизмі як символ вищої влади і правосуддя, «благородний камінь».
Діамантовий скіпетр, «незламний», блискавка — це божественна сила вчення, трансцендентна істина і просвітлення. Дордже пригнічує всі злі бажання і пристрасті. Він непорушний, але сам здатний зруйнувати все, навіть, здавалося б, незламне.
Він символізує чоловічу активну силу, в поєднанні з жіночим пасивним початком (прикріплений до жезлу дзвіночок) — дрілбу.
У сукупності дордже уособлює метод і мудрість; діяльність, засновану на співчутті; вище блаженство; сім позитивних і вічних доблестей.